# Трактове (Курманський район)
Тра́ктове (до 1945 року — Джума́-Абла́м; крим. Cuma Ablam) — село Курманського району Автономної Республіки Крим.
Відстань від райцентру до населеного пункта становить 36 кілометрів по прямій.

## Населення
Згідно з переписом УРСР 1989 року чисельність наявного населення села становила 545 осіб, з яких 264 чоловіки та 281 жінка.
За переписом населення України 2001 року в селі мешкали 473 особи.

### Мова
Розподіл населення за рідною мовою за даними перепису 2001 року:
| Мова              | Відсоток |
| ----------------- | -------- |
| кримськотатарська | 55,08 %  |
| російська         | 29,66 %  |
| українська        | 14,62 %  |
| білоруська        | 0,21 %   |
| інші              | 0,43 %   |